# Novéant-sur-Moselle
Novéant-sur-Moselle és un municipi francès, situat al departament del Mosel·la i a la regió del Gran Est. L'any 2007 tenia 1.958 habitants.

## Demografia

### Població
El 2007 la població de fet de Novéant-sur-Moselle era de 1.958 persones. Hi havia 692 famílies, de les quals 181 eren unipersonals (64 homes vivint sols i 117 dones vivint soles), 181 parelles sense fills, 258 parelles amb fills i 72 famílies monoparentals amb fills.
La població ha evolucionat segons el següent gràfic:
Habitants censats

### Habitatges
El 2007 hi havia 739 habitatges, 708 eren l'habitatge principal de la família, 1 era una segona residència i 31 estaven desocupats. 525 eren cases i 210 eren apartaments. Dels 708 habitatges principals, 465 estaven ocupats pels seus propietaris, 225 estaven llogats i ocupats pels llogaters i 17 estaven cedits a títol gratuït; 14 tenien una cambra, 54 en tenien dues, 112 en tenien tres, 160 en tenien quatre i 367 en tenien cinc o més. 530 habitatges disposaven pel capbaix d'una plaça de pàrquing. A 311 habitatges hi havia un automòbil i a 286 n'hi havia dos o més.

### Piràmide de població
La piràmide de població per edats i sexe el 2009 era:
| Homes | Edats   | Dones |
| ----- | ------- | ----- |
| 4     | 95 o +  | 0     |
| 0     | 90 a 94 | 8     |
| 4     | 85 a 89 | 0     |
| 8     | 80 a 84 | 24    |
| 28    | 75 a 79 | 20    |
| 28    | 70 a 74 | 16    |
| 44    | 65 a 69 | 56    |
| 65    | 60 a 64 | 64    |
| 44    | 55 a 59 | 29    |
| 56    | 50 a 54 | 60    |
| 84    | 45 a 49 | 68    |
| 64    | 40 a 44 | 92    |
| 100   | 35 a 39 | 64    |
| 56    | 30 a 34 | 80    |
| 84    | 25 a 29 | 32    |
| 24    | 20 a 24 | 24    |
| 44    | 15 a 19 | 52    |
| 88    | 10 a 14 | 64    |
| 64    | 5 a 9   | 64    |
| 44    | 0 a 4   | 32    |

## Economia
El 2007 la població en edat de treballar era de 1.324 persones, 848 eren actives i 476 eren inactives. De les 848 persones actives 777 estaven ocupades (414 homes i 363 dones) i 70 estaven aturades (38 homes i 32 dones). De les 476 persones inactives 102 estaven jubilades, 115 estaven estudiant i 259 estaven classificades com a «altres inactius».

### Ingressos
El 2009 a Novéant-sur-Moselle hi havia 696 unitats fiscals que integraven 1.738 persones, la mediana anual d'ingressos fiscals per persona era de 18.826 €.

### Activitats econòmiques
Dels 49  establiments que hi havia el 2007, 2 eren d'empreses alimentàries, 1 d'una empresa de fabricació d'altres productes industrials, 6 d'empreses de construcció, 9 d'empreses de comerç i reparació d'automòbils, 4 d'empreses de transport, 1 d'una empresa d'hostatgeria i restauració, 1 d'una empresa d'informació i comunicació, 1 d'una empresa immobiliària, 6 d'empreses de serveis, 12 d'entitats de l'administració pública i 6 d'empreses classificades com a «altres activitats de serveis».
Dels 13 establiments de servei als particulars que hi havia el 2009, 1 era una oficina de correu, 1 funerària, 1 taller de reparació d'automòbils i de material agrícola, 1 autoescola, 1 paleta, 1 fusteria, 3 lampisteries, 3 perruqueries i 1 restaurant.
Dels 4 establiments comercials que hi havia el 2009, 2 eren botiges de menys de 120 m² i 2 fleques.
L'any 2000 a Novéant-sur-Moselle hi havia 7 explotacions agrícoles.

## Equipaments sanitaris i escolars
El 2009 hi havia 1 psiquiàtric i 1 farmàcia.
El 2009 hi havia 1 escola maternal i 1 escola elemental.

## Poblacions més properes
El següent diagrama mostra les poblacions més properes.